# Systems Network Architecture
Systems Network Architecture ( SNA ) は、IBM が1974年に作ったコンピュータネットワーク・アーキテクチャであり、更にはそれに基づいたプロトコルスタックである。

## 概要
SNAは、コンピュータとその資源を結ぶ、完全なプロトコルスタックである。SNA は通信プロトコルの体系（仕様）であり、それ自身にはプログラム（製品）は含まない。SNA の実装については、様々な形のコミュニケーションパッケージが出ており、最も有名なものは、メインフレーム環境において SNAコミュニケーションを実現する VTAM である。
SNA は、政府の機関、銀行、金融機関のトランザクションネットワークなど広く使われ、特に企業向けの大規模ネットワークでは事実上の標準となった。また最新のz/OS、z/VSE、z/VMにもVTAMは含まれている。しかし現在はTCP/IPに移行しつつある。

## 利点と不利点
SNA はアプリケーションプログラムからリンクコントロールを除去した。その機能を、ネットワークコントロール専用のプログラムへ移した。このことは、以下に記す利点と不利点を生んだ。

### 利点
- テレコミュニケーションネットワークにおける問題の局地化が容易になった。これは、コミュニケーションリンクに関わるソフトウェアの量が、相対的に少なくなったからである。
- アプリケーションプログラムにコミュニケーションに関する機能を付け加えることが容易になった。ソフトウェアタイマーやプロセッサーへの割込みを要求する手に負えないリンクコントロールの部分をシステムソフトウェアや NCP へ移したからである。

### 不利点
- SNA ではないネットワークへの接続が困難なこと。SNA の「現在のバージョン」でサポートされないコミュニケーションの仕組みを持つアプリケーションは、困難に直面した。IBM が X.25 を SNA のサポートに含める前は、X.25 ネットワークへの接続は困難であった。X.25 と SNA プロトコルのコンバージョンは、NCP ソフトウェアの修正または外部にプロトコルコンバーターを設置することによって可能となった。
- 一見して、SNA ネットワークは、TCP/IP ネットワークと比較して非常に高価なものとして登場した。小さなネットワークにとっては、それは本当に高価なものだった。しかし成長していく大きなネットワークの複合体にとっては、SNA ストラクチャーは安価なネットワークパスを提供するものだった。

### TCP/IPとの比較
- VTAMを中心とした中央集権型である(Peer to Peerを謳ったLU6.2は普及しなかった)
- 同一回線内の複数セッション間で優先順位がつけられる
- コマンドで特定の接続先(PU、LU)を通信開始や通信切断できる
- 接続先(PU、LU)とのセッションを常時監視している(ポーリング)
- 標準で暗号化できる
- 必要な回線速度が高い精度で見積もりできる
- 機器が専用であり高価である
- 専用のスキル・要員が必要である

## 論理ユニットタイプ ( Logical Unit Types )
SNA は、様々な種類のデバイスを、各々 a Logical Unit grouping として同定する。LU0 は定義されていないデバイスまたはユーザーが自身で定義したプロトコルを意味する。LU1 はプリンターを意味する。LU2 はダム端末を意味する。LU3 は3270プロトコルを用いるプリンターを意味する。LU4 はバッチ端末を意味する。LU5 は定義されたことがない。LU6 は2つのアプリケーション間のプロトコルを意味する。LU7 は 5250 端末を用いたセッションのために用意されている。使われる最初の LU は、LU1 と LU2、そして w:LU6.2 である（ LU6.2 は、アプリケーションとアプリケーションの会話のための進歩したプロトコルである）。

## SNAとOSI参照モデル
SNAは7階層の考え方がある。
また、IBMだけでなく、国際標準としても、通信の考え方を規程する必要が出てきた為、ISOにより、1983年にOSI参照モデルが制定された。このときISOはIBMのSNAを参考にしたと云われているため、SNAとOSI参照モデルは似た構成になっているが、細部は異なる。
|       | SNA                              | OSI参照モデル        |
| ----- | -------------------------------- | -------------------- |
| 第7層 | トランザクションサービス層       | アプリケーション層   |
| 第6層 | プレゼンテーションサービス層     | プレゼンテーション層 |
| 第5層 | データフローコントロール層       | セッション層         |
| 第4層 | トランスミッションコントロール層 | トランスポート層     |
| 第3層 | 経路制御層                       | ネットワーク層       |
| 第2層 | データリンクコントロール層       | データリンク層       |
| 第1層 | 物理制御層                       | 物理層               |

## 実装と発表
SNAは1974年9月に「通信の高度化機能」（Advanced Function for Communications）の発表の一部として全世界で発表され、そのSNAのSynchronous Data Link Control（SDLC）プロトコルの実装が次の新製品に行なわれた：
- IBM 3767 コミュニケーション端末機（プリンター）
- IBM 3770 データ・コミュニケーション・システム

これらはIBM/3704/3705通信制御装置のネットワーク・コントロール・プログラム（NCP）やシステム/360とシステム/370のVTAMやその他CICS、IMSなどのソフトウェアでサポートされている。このあと、1974年7月にIBM 3760データ・エントリー・ステーション、IBM 3790コミュニケーション・システム。IBM 3270の新しいモデルとSNAの実装は続いている。
SNAはおもに米国IBMのシステムズ開発部門（Systems Development Division）のノースカロライナ州リサーチ・トライアングル・パーク（R.T.P.）製品開発研究所のデザイン部署で行なわれ、それを実装した他の製品開発研究所（IBM 3767は藤沢研究所、のちの大和研究所；IBM 3770はR.T.P.研究所）も援助して行なわれたので、日本人も数人がSNAのデザインに参加している。詳細はのちにIBMのシステム・リファレンス・ライブラリー（SRL）マニュアル、IBM Systems Journalなどで主要部分が公開された。